# 방과후 옥상
"방과후 옥상"은 2006년에 개봉한 대한민국의 영화이다.

## 캐스팅
- 봉태규 : 남궁달 역
- 진태현 : 마연성 역
- 정윤조 : 최미나 역
- 하석진 : 강제구 역
- 조달환 : 벌구 역
- 이달형 : 박기봉 역
- 차승열 : 태창 역
- 남윤명 : 만창 역
- 손병욱 : 태손 역
- 이무생 : 준태 역
- 신창주 : 왕클의 김 박사 역
- 김준홍 : 쭈쭈바 역
- 김경래 : 삐꾸 역
- 이해운 : 안경 역
- 조연호 : 국사선생 역
- 임정운 : 생물선생 역
- 정대훈 : 버스 학생 역
- 박혁민 : 덕풍고 1 역
- 김태수 : 덕풍고 2 역
- 백수장 : 아이 2 역
- 박철민 : 담임 역 (우정출연)
- 노형욱 : 흥수 역 (우정출연)
- 임현식 : 의사 역 (특별출연)
- 추상미 : 여의사 역 (특별출연)
- 최은주 : 매순이 역 (특별출연)